# Faux étrusque
Le faux étrusque en matière d'art et en pièces archéologiques est depuis le XIXe siècle la conséquence directe du pillage des tombes. Ce terme se réfère aux quantités importantes de vestiges étrusques sans certitude de leur provenance et qui manquent d'éléments formels sur leur civilisation qui sont mis sur le marché des antiquités.

## Orfèvrerie
L'engouement au XIXe siècle des riches voyageurs du « Grand Tour », pour les parures d'orfèvrerie étrusque, fit naître des bijoux « à l'étrusque », des pastiches, des imitations avouées ou même des faux destinés à tromper les collectionneurs. L'atelier Castellani a ainsi  « restauré à l’étrusque » le collier Campana du Louvre, en 1859, en vue de la vente de la collection Campana à Napoléon III.
La plupart des bijoux articulés, prétendument d'origine étrusque, ne sont ne fait que des assemblages par des fils d'or de conception moderne d'éléments antiques prélevés sur des boucles d'oreille.

## Monnaie
Pour la monnaie, la production d'une pièce fausse demande le recours d'un artisan expert et donc un investissement pécuniaire non négligeable.
La première chose qui caractérise la  fausse pièce est sa minceur et la limaille de son bord. Le vrai défi pour le faussaire est la reproduction de la patine d'antiquité de la monnaie en bronze. Malgré tous les artifices employés par le faussaire, un vrai expert arrive facilement à reconnaître la différence entre une patine d'époque et une fausse. 
Les pièces en bronze sont donc beaucoup plus onéreuses (car pratiquement infalsifiables) que celles réalisées en d'autres métaux comme l'or et l'argent plus facilement imitables car ne possédant pas de patine.

## Casques
Quatre casques en bronze étrusques, conservés à Londres, Budapest, Saint-Pétersbourg et Paris, ceints de couronnes d’or de natures variées (feuilles de lierre, de laurier, d’olivier, celui de l'Ermitage, par trois couronnes, en lierre, en olivier et en myrte) ont été reconnus, après enquête, pour être des « pastiches » faits dans le but d'accroître leur valeur marchande ou leur valeur militaire. L’administrateur de Lucien Bonaparte, Masagni, est probablement l'auteur des exemplaires de Budapest et de Londres.

## Sculptures
Pio et Alfonso Riccardi et trois de leurs fils commencèrent leurs faux vestiges étrusques avec le vendeur d'art  Domenico Fuschini en fabriquant des poteries antiques, puis, en 1908 avec un chariot de bronze prétendument découvert dans une tombe étrusque près d'Orvieto. Ils furent missionnés  pour le restaurer par le British Museum qui l'acheta et l'intégra à ses collections en 1912.

### Statuaire
Les frères Riccardi avec leur complice Domenico Fuschini, convainquirent le sculpteur  Alfredo Fioravanti de fabriquer, en 1914, les fameux « Guerriers  en terracotta » de 2 mètres de haut et de 360 kg, qu'il vendirent au Metropolitan Museum of Art de New York entre 1915 et 1921 (plusieurs éléments distincts restaurés et rassemblés en 1933 dont une tête colossale qui aurait été issue d'une statue de 7 mètres, excepté une main gauche et un pouce droit). Il fallut attendre 1960 et l'analyse des composants métalliques (du manganèse inconnu des Étrusques) pour suspecter la supercherie, confirmée par les aveux, le  5 janvier 1961, du sculpteur Alfredo Fioravanti au consulat américain de Rome, qui pour preuve produisit le pouce droit manquant. Le  15 janvier 1961, le MET reconnut la fausseté des pièces qu'il avait défendues comme vraies depuis leur acquisition.
Suivant Le Musée milanais pour la certification de l’authenticité dans l’art, aujourd'hui rebaptisé Museo d’Arte e Scienza : « Les faux objets archéologiques ou les copies en céramique du XIXe siècle se trahissent également par le fait que, en général, ils sont plus grands et plus beaux que les pièces d'origine. Un exemple de faux particulièrement indicatif est l’urne du jeune Étrusque dont l’aspect fort et robuste apparaît telle une représentation idéalisée. »
Un sarcophage des Époux de type Caere en terracotta a été conservée un temps au British Museum de Londres mais il s'est révélé être un faux.

## Inscriptions
Certains musées français de province ont eu, parmi les pièces de leurs collections, des pierres inscrites qui se sont révélées des faux (quatre tablettes au musée Masséna de Nice). Les autres pièces au nombre de vingt ont de plus été mal étudiées (elles proviennent de dispersion de la collection Campana).